# Cymothoa globosa
Cymothoa globosa là một loài chân đều trong họ Cymothoidae. Loài này được Schiödte & Meinert miêu tả khoa học năm 1884.